# 窄齒蝦科
窄齒蝦科（學名：Angustidontidae）是窄齒蝦目（學名：Angustidontida）的唯一個科，屬於節肢動物門、軟甲綱底下。生活在泥盆紀晚期至石炭紀早期。底下有兩個物種，分別是：狹齒蝦屬和施拉姆齒蝦屬。身長大約4至9公分，它們是最早發育出顎足的真蝦總目動物，其由第一或第二關節肢改良而來。原本被分類在廣翅鱟目，現在重新分類，研究認為十足目的關係較為親近。